# Cosmophasis albipes
Cosmophasis albipes är en spindelart som beskrevs av Berland, Millot 1941. Cosmophasis albipes ingår i släktet Cosmophasis och familjen hoppspindlar. Inga underarter finns listade i Catalogue of Life.